# 칸쿠 무사

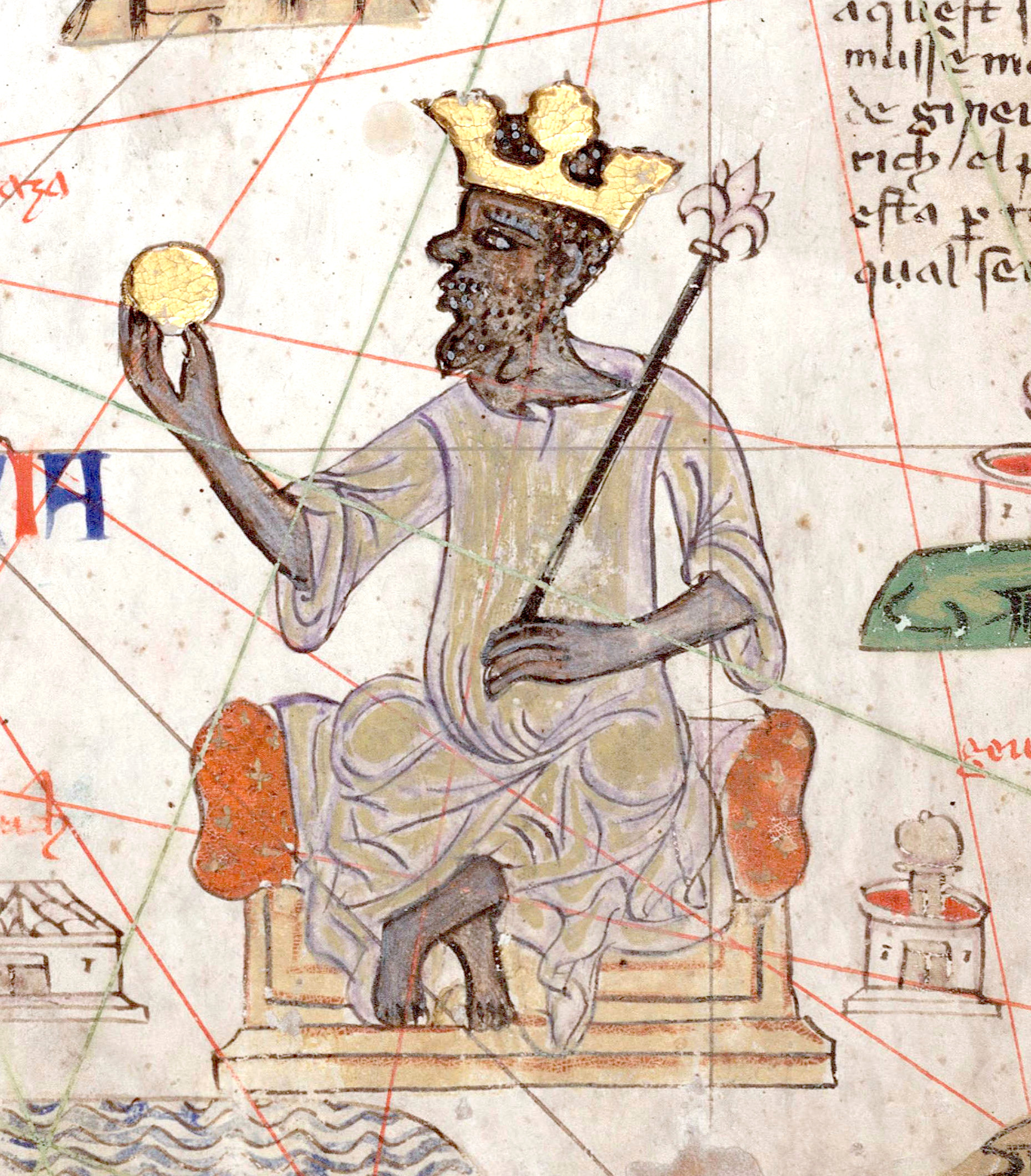
1375년 카탈루냐 지도에 그려진 황금 동전을 쥐고 있는 만사 무사

칸쿠 무사(밤바라어: Kanku Musa, 1312? - 1337?) 혹은 만사무사 는 14세기 말리 제국의 만사이다. 말리 제국을 1312년부터 1332년까지 통치하며, 말리의 황금시대를 만들었다. 많은 사람들이 그를 '이 시대에 가장 부유한 남자'라고 불렀으며, 메카에 순례할 때에 노예(괴롭힘을 당하지 않고, 일정 시간이 지난 다음에는 자유를 얻었다) 12,000명, 아내 800명, 황금 11톤을 싣고 가, 도중에 모인 가난한 사람들에게 황금을 나누어주었다고 한다.
만사 무사는 귀국하면서 많은 학자들을 데리고 왔는데, 그 중에 포함된 에스파냐 출신의 건축가는 수도 팀북투에 왕궁과 모스크를 건설하기도 하였다.
1325년에 말리를 방문한 한 방문객은 '말리 사람들은 부당한 행동을 하는 경우가 드물고, 다른 모든 민족들처럼 부당함에 대해 큰 거부감을 갖는다. 왕은 범법자에 대해 전혀 은총을 보이지 않는다. 이 나라는 절대적으로 안전하다. 여기서는 여행자든 내국인이든 간에 강도나 폭행을 두려워할 필요가 없다. 작은 그룹을 이루어 여행하는 것이 가능하다...'라는 글을 남겼다.